# Oblężenie Poznania (1716)
Oblężenie Poznania – oblężenie, które miało miejsce 24 lipca 1716 podczas konfederacji tarnogrodzkiej w ramach wielkiej wojny północnej.
Poznań, który wzmocniony został przez nowe ziemne fortyfikacje bastionowe, zaatakowany został 24 lipca przez konfederatów będących pod dowództwem Chryzostoma Gniazdowskiego, pomimo zawieszenia broni podpisanego na początku lipca. Garnizon miasta liczył 440–1000 żołnierzy saskich wspomaganych przez nieznaną liczbę mieszczan niemieckich. Gniazdowski, który miał 4000 żołnierzy i 4 działa, uderzył z trzech stron – od północy na Bramę Wroniecką oraz od południa na Bramę Wrocławską i Szaniec Garbarski.
Grupa, która uderzyła na szaniec, szybko zdołała go opanować, a następnie zaatakowała tyły obrońców rawelinu znajdującego się przed Bramą Wrocławską, co ułatwiło zdobycie bramy szturmującemu ją oddziałowi.
Konfederaci, którzy znajdowali się na prawym brzegu Warty, przeprawili się przez rzekę wpław i zaatakowali miasto. Gdy znajdujący się za Bramą Wroniecką rawelin oraz sama brama zostały opanowane podstępem, garnizon miasta skapitulował.
Zdobycie Poznania doprowadziło do wyeliminowania z walk wojsk królewskich generała porucznika Kaspra von Siedlitza, liczące według jednych relacji około 440, a według innych 1000 żołnierzy. Konfederaci zdobycie miasta okupili znacznymi stratami ludzkimi, może nawet 800 poległych, ale zrekompensowała im to pokaźna zdobycz militarna. Według źródeł saskich było to 1400 karabinów piechoty, 1159 karabinów dragońskich i 4298 flint oraz 1617 par pistoletów, a także 20 żelaznych armat trzyfuntowych.